# マイ・ガール2
『マイ・ガール2』（原題：My Girl 2）は、1994年制作のアメリカ合衆国の映画。
『マイ・ガール』の続編で、前作から2年後を舞台に、13歳になったベーダの成長と淡い恋を描く思春期ドラマ。

## あらすじ
前作から2年後、13歳になったベーダには、父ハリーが再婚したことでシェリーという新しい母親ができ、さらに彼女は赤ちゃんをまもなく産む予定になっていた。しかし、家族の関心が皆そちらに向かい、ベーダの心境は複雑だった。さらに学校の親友のジュディが同じクラスの男子のケヴィンといい仲になり、ベーダは家でも学校でも孤独感と疎外感を感じていた。
そんな中、学校の春休みの自由研究として、「会ったことのない興味ある人物」についてレポートを書くという課題が出される。ベーダは迷うことなく、1人の人物を選んだ。それは、自分を産んですぐに亡くなった実の母親マギーだった。ベーダは女優だった彼女の足跡を辿るべく、ロサンゼルスに向かう。
ベーダはロサンゼルスに住んでいる伯父フィルの家に居候させてもらい、彼の恋人ローズの息子で自分と同年代のニックの協力を得て調査を進める。ベーダはマギーの昔を知る人々を訪ね、亡き母の青春を追体験するうちに、彼女の女優にかけた夢、青春期の恋を実感し、また一つ成長していく。しかし調査の過程で母マギーが父ハリーと結婚する前に、ジェフリー・ポメロイという男と結婚していたことが判明した。
ジェフリーが実の父親かもしれないと悩むベーダ。意を決してジェフリーの家を訪ねると、再婚して妻子と暮らすジェフリーは暖かくベーダを迎え入れ、自分は父親ではないと語った。子供を欲しがるマギーと否定的なジェフリーは仲違いし、マギーは愛情深いハリーと再婚して待望の赤ん坊ベーダが生まれたのだった。
5日間の調査を終えて家に帰るベーダ。伯父フィルがローズと結婚し、いとこになったニックは夏休みに遊びに来る予定だ。シェリーは病院で男の子を生んでおり、ベーダの家族は4人に増えていた。

## キャスト
| 役名                     | 俳優                                    | 日本語吹替 | 日本語吹替   |
| 役名                     | 俳優                                    | ビデオ版   | テレビ朝日版 |
| ------------------------ | --------------------------------------- | ---------- | ------------ |
| ベーダ・サルテンファス   | アンナ・クラムスキー                    | 伊藤美紀   | 坂本真綾     |
| シェリー・サルテンファス | ジェイミー・リー・カーティス            | 弥永和子   | 戸田恵子     |
| ハリー・サルテンファス   | ダン・エイクロイド                      | 青野武     | 玄田哲章     |
| ニック・ジグモンド       | オースティン・オブライエン              | 石田彰     |              |
| フィル・サルテンファス   | リチャード・メイサー                    | 坂口芳貞   |              |
| ローズ・ジグモンド       | クリスティーン・エバーソール            | 小宮和枝   |              |
| ジェフリー・ポマロイ     | ジョン・デヴィッド・サウザー            | 納谷六朗   |              |
| マギー・マルドヴァン     | アンジェリカ・ボール                    | 沢海陽子   |              |
| ダリル・タナカ           | キーオン・ヤング                        | 西村知道   |              |
| ピーター・ウェブ         | リチャード・ベイマー                    | 大川透     |              |
|                          | ベン・スタイン                          |            |              |
|                          | ゲリット・グレアム                      |            |              |
|                          | チャールズ・フライシャー                |            |              |
| エミリー                 | ウェンディ・シャール （クレジットなし） |            |              |

## サウンドトラック
映画のサウンドトラックは、1994年、エピックス・サウンドトラックスよりリリースとなった。サウンドトラック盤に収録された楽曲は以下の通り：
- クロスビー、スティルス、ナッシュ&ヤング –	Our House
- ジョニー・リヴァーズ – Rockin' Pneumonia & The Boogie Woogie Flu
- スプリームス – Baby Love
- ジャクソン・ブラウン – Doctor My Eyes
- スティーヴ・ミラー・バンド – Swingtown
- エルトン・ジョン –	Bennie And The Jets
- エルトン・ジョン – Tiny Dancer
- リック・プライス – Walk Away Renee
- ロッド・スチュワート – Reason To Believe
- ザ・ビーチ・ボーイズ – Don't Worry Baby
- テンプテーションズ – My Girl
- クリフ・アイデルマン – Orchestral Suite From My Girl 2